# PCN (banda)
PCN (Payasos Come Niñas) es una banda mexicana de metal formada en 1999 por Xavier "Terry" Terríquez y Pablo Aripez, con voces guturales y melodías limpias, musicalmente la banda va desde un death metal clásico, ritmos thrasheros y un poco de metal progresivo, usualmente en la misma canción. después de su formación como banda, Alejandro "Daldo" Fabela entró a la banda como vocalista y "Taco" llenando el puesto de bajista formando el cuarteto inicial, al poco tiempo PCN se juntó con la banda "los restos" con "Achu" como guitarrista rítmico, y "Alain" como voz principal, Daldo abandono la banda a principios del 2001 y tiempo después formó parte de la banda "tRazGo" donde conoció a Felipe Valdés, en el año 2003 Felipe abandona tRazGo justo después de completar la grabación del 2.º disco de la banda, "Terry" entró en su lugar y formó parte de la banda, hasta el año 2004 cuando Daldo y Terry abandonan esa banda debido a diferencias musicales, poco tiempo después de eso se decide reformar a PCN junto Felipe y Pablo y Carlos como Guitarrista, Baterista y Bajista respectivamente, el sonido de la banda cambio de un sonido experimental de metal alternativo, a un sonido más gutural con menos voces limpias y un sonido más orientado hacia las guitarras, la salida del demo "Payasos Come Niñas" en el 2005 le dio a la agrupación la oportunidad de compartir escenario con la banda argentina A.N.I.M.A.L. en su gira mundial, "Combativo 2005", además de ganar el premio del mismo año de la Revista Enredox  a "Mejor Disco Independiente De Metal" y "Mejor Canción De Metal" por el tema "En Busca De Mi". Actualmente la banda se prepara para grabar su 2.º material el cual saldrá a finales de 2007.

## Integrantes
- Xavier "Terry" Terríquez (Guitarras eléctricas, acústicas y programación) 1999-2001/2004-presente)
- Felipe "Felo" Valdés (Guitarras eléctricas, acústicas y programación) 2004-presente)
- Javier "Chancla" Chacón (Batería) 2006-presente
- Karla "Ardilla" Navarro (Bajo) 2008-presente
- Alejandro "Daldo" Fabela (Voces, gritos y programación) 1999-2001/2004-presente

## Exintegrantes
- Pablo Aripez (Batería) 1999-2005
- Carlos Anaya (Bajo) 2004-2005
- Diego Covarrubias (Batería) 2005
- Martín Álvarez (Bajo) 2006-2007
- Félix Islava (Bajo) 2007

## Discografía

### Payasos Come Niñas
- Editado en el 2005
- Grabado por: Alejandro Fabela, Xavier Terríquez, Felipe Valdés, Pablo Aripez, Carlos Anaya.
- Grabado en: Estudios Payaso (Ensenada BC. Mex)
- Producción Por: PCN
- Masterizado En: Estudios Payaso (Ensenada BC. Mex)
- Orden De Canciones:

1. - Intro
2. - Argucia
3. - Requiem
4. - Esquizofrenia
5. - Dulce Obsession
6. - Coagúlo
7. - En Busca De Mi
8. - Lo Que Nunca Fue
9. - Fe
10. - Dulce Adiós

canciones adicionales fueron disponibles en la página web de la banda, sin costo alguno.

## Premios y reconocimientos
- 2005 - Mejor Álbum independiente: Metal
- 2005 - Mejor Canción: Metal "Ën Busca De Mi"